# Mount Burr Range
Die Mount Burr Range ist ein vulkanisches Bergland mit 15 geologischen Gebilden, das sich im Südwesten von South Australia befindet und Teil der Newer Volcanics Province ist.

## Geologie
Das Bergland enthält den namensgebenden Mount Burr, ein Schlacken- und Aschenkegel, der der höchste Berg des Berglandes ist und auf dessen Gipfel sich Anlagen für die Übertragung von Radio-, Fernseh- und Telekommunikation befinden, wie auch zur Feuerüberwachung. 
Des Weiteren gibt es in dem Berggebiet den Mount Graham (bestehend aus Lava und Vulkanasche), Campbell Hill (Vulkanasche-Dom), Boyce Hill und Mount Lyon (beide Asche-Krater), The Bluff (zusammengesetzt aus Schlacke und Lava), Mount Lookout (Vulkanasche-Krater), Mount Frill (Vulkanasche-Dom) und Mount Muirhead. Der Mount McIntyre entstand aus Lava an einer sieben Kilometer langen Spalte, an der sich an beiden Enden Aschekegel befinden. Am östlichen Ende der Fisur befindet sich ein sumpfiges Maar. Der Mount Watch ist ein Schlackendom und formte das Gebiet um den Berg The Bluff. 
Die vulkanischen Erhebungen sind stark erodiert. In der Zeit der Eruptionen befand sich das Bergland an den Ufern eines Ozeans aus dem Pleistozän, der mit seinen Wellen und Seewinden Spuren an den westlichen Flanken der Berge hinterließ.
Die Vulkane des Berglands sind älter als die nahe liegenden Vulkane des Mount Gambier und Mount Schank und entstanden vor 20,000 bis 2 Millionen Jahren.

## Traumzeit
In der Traumzeit der Aborigines der Boandik war das Berggebiet der Ofen eines ihrer Schöpfungswesen, der Riese Graitbull.

## Erreichbarkeit
Die Berge sind etwa 20 km von Millicent entfernt und können von Kalangadoo aus erreicht werden. Teilweise sind die Berge nicht über Straßen erschlossen und befinden sich in privater Hand, dennoch können sie erwandert werden. Auf dem Mount Muirhead befindet sich eine Aussichtsplattform, die ungefähr 6 km von Millicent entfernt ist.
An Tagen hoher Gefährdung durch Buschfeuer ist der Zutritt in das Bergland untersagt.